# Kapela Žalostne Matere Božje, Maribor
Kapela Žalostne Matere Božje, znana tudi kot kapela svetega Križa ter Slomškova kapela, je bila pokopališka kapela v Mariboru, ki se je nahajala na nekdanjem pokopališču ob Strossmayerjevi ulici, sredi starega dela pokopališča, nasproti vhodu. Danes se na območju celotnega pokopališča nahaja športni kompleks Ljudski vrt.
Leta 1827 jo je zgradil okrožni dekan Matija Lešnik (Löschnig) z legatom Elizabete Ledinek iz njene zapuščine in iz prostovoljnih prispevkov. Kapelo je blagoslovil vicedekan Franc Golob. Kapela je bila masivna zgradba iz opeke. Njena površina je znašala 61 m². Pod je bil tlakovan s kamnitimi ploščami, strop je bil obokan, vrata so bila izdelana iz kovanega železa. Nad strehi je bil stolpič s čebulasto streho in malim zvonom. Opremljena je bila z oltarjem z velikim križem in lesenim Marijinim kipom. Na zunanjih stenah so bili vzidani številni nagrobniki iz let 1830–1840. V bližini kapele je stal velik križ z Marijo in latinskimi verzi.
V kapeli je bil pokopan mariborski škof Anton Martin Slomšek. Grobnico so pripravili v dobrem dnevu. Pod kapelo so izkopali kripto, do nje pa je vodil zidan jašek. Pogreb je bil 27. septembra 1862 ob prisotnosti okoli 200 duhovnikov ter brezštevilne ljudske množice. Slovesnost je vodil sekavski škof grof Otokar Maria von Attems. Kmalu po pokopu so kapelo temeljito prenovili, prenovo pa je plačal tedanji župan Andrej Tappeiner. Obnovljena sta bila predvsem stolp in streha. Slomškovo krsto so v kripti obzidali ter jo tako zavarovali. Leta 1876 so na evangeljski strani oltarja namestili marmornato spominsko ploščo z latinskim napisom, ki se danes nahaja v stranski kapeli svetega Križa v mariborski stolnici. Že kmalu po smrti, predvsem pa, ko se je leta 1926 uradno začel postopek za beatifikacijo, so se v kapeli in ob njej zbirali verniki s prošnjami. Maše so bile redno na praznik vseh svetnikov. Leta 1889 so v kripti pokopali tudi Slomškovega naslednika na škofovskem sedežu, Jakoba Stepišnika.
Leta 1914 je mariborski mestni svet odločil, da se zapre pokopališče ob Strossmayerjevi ulici, saj je postalo premajhno, čeprav so pokope v grobnice še dovolili za naslednjih 10 let. Tako je tudi kapela sčasoma postajala vse bolj zanemarjena. Leta 1925 je mestni stavbeni urad pregledal kapelo in ugotovil, da ni v dobrem gradbenem stanju. Ocenili so, da kapela za občino nima nobene vrednosti, saj je ne more uporabiti. Razmišljali so celo o demoliranju. Boljši časi so nastopili po sprožitvi Slomškovega beatifikacijskega procesa. Leta 1932, ob 70-letnici smrti, so kapelo delno olepšali, popravili omet, prebelili, prebarvali friz in nanjo pritrdili obnovljeno spominsko ploščo iz marmorja. Leta 1936, v Slomškovem letu, so začeli nastajati načrti za ureditev Slomškovega groba, skrb za to pa je prevzela Slomšekova družina, katere predsednik je bil Franc Kovačič. Namen projekta je bil ureditev kapele zaradi več slovesnosti tako imenovanih Slomšekovih dnevov. Ti so potekali od 28. do 29. junija. Od takrat naprej so v kapeli maševali vsako sredo. 30. maja 1936 je kapela dobila tudi nove zvonove.
Novo poglavje je za kapelo pomenil prihod nemških oblasti v Maribor. 5. junija 1941 so škofa Tomažiča obvestili, da nameravajo kapelo podreti, pokopališče pa spremeniti v park, zato naj se odstranita sarkofaga škofov Slomška in Stepišnika. 21. junija je komisija, ki ji je načeloval Tomažič, posmrtne ostanke iz kapele prenesla v kripto bazilike Matere Usmiljena. Celoten prevoz je po pričevanju očividcev spremljala policija ter agenti gestapa, ki so hoteli preprečiti morebitne manifestacije. Nemci kljub napovedim kapele niso podrli. V neposredni bližini so samo zgradili barake za potrebe Urada za delo, ki so bile med vojno zelo poškodovane. Kapela je bila manj poškodovana, zato jo je takoj po vojni začel stolni župnik Mihael Umek obnavljati. V letih 1946–1947 je na župnijske stroške obnovil celotno strešno kritino. Takratna mestna oblast pa je leta 1951 ocenila, da je kapela razvoju mesta v napoto in po pospešenem postopku odredila njeno rušenje zaradi izgradnje športnega parka. Čeprav ni bil za zemljišče uveden niti razlastitveni postopek, so še istega leta kapelo dokončno porušili. Pokrajinski muzej Maribor je takrat poskrbel za odstranitev predmetov kulturno-zgodovinske vrednosti, med drugim kovanih železnih vrat.